# 3714 Kenrussell
3714 Kenrussell eller 1983 TT1 är en asteroid i huvudbältet som upptäcktes den 12 oktober 1983 av den amerikanske astronomen Edward L.G. Bowell vid Anderson Mesa Station. Den är uppkallad efter den australiensiske astronomen Kenneth S. Russell.
Asteroiden har en diameter på ungefär 11 kilometer och den tillhör asteroidgruppen Eunomia.